# DN79
De DN79 (Drum Național 79 of Nationale weg 79) is een weg in Roemenië. Hij loopt van Arad via Chișineu-Criș en Salonta naar Oradea. De weg is 116 kilometer lang.

## Europese wegen
De volgende Europese weg loopt met de DN79 mee:
- Arad - Oradea (gehele route)